# Кек-Ой
Кек-Ой (кирг. Көк-Ой) — высокогорное село в Жумгальском районе Нарынской области Кыргызстана. Входит в состав Кек-Ойского аильного округа.
Население в 2009 году составляло 1879 человек. Жители, в основном, занимаются отгонным животноводством.